# Ausztrália javasolt világörökségi helyszínei
Ausztrália területéről eddig húsz helyszín került fel a világörökségi listára, nyolc további helyszín a javaslati listán várakozik a felvételre. 
| Megnevezés                                                           | Kép | Típus      | Kritérium                  | Év   | Link |
| -------------------------------------------------------------------- | --- | ---------- | -------------------------- | ---- | ---- |
| Great Sandy Nemzeti Park                                             |     | Természeti | VII, VIII, IX              | 2010 | 5480 |
| A Közép-Kelet-Ausztrália esőerdő-rezervátumai helyszín kiterjesztése |     | Természeti | VIII, IX, X                | 2010 | 5541 |
| Murujuga-kultúrtáj                                                   |     | Vegyes     | I, III                     | 2020 | 6445 |
| A Flinders-vidéki nemzeti parkok                                     |     | Természeti | VIII                       | 2021 | 6524 |
| Paramatta női dologház                                               |     | Kulturális | IV, VI                     | 2023 | 6686 |
| Munkások gyűléstermei Argentína és Ausztrália közös jelölése         |     | Kulturális | III, IV, VI                | 2023 | 6698 |
| A York-félsziget kultúrtája                                          |     | Vegyes     | I, V, VI, VII, VIII, IX, X | 2024 | 6775 |
| Burra és Moonta bányavidékei                                         |     | Kulturális | II, III, IV                | 2024 | 6777 |
| A viktóriánus kori aranyláz helyszínei                               |     | Kulturális | IV, VI                     | 2025 | 6794 |

## Elhelyezkedésük
Ausztrália javasolt világörökségi helyszínei